# Nedre Skärsjön
Nedre Skärsjön är en sjö i Skinnskattebergs kommun i Västmanland och ingår i Norrströms huvudavrinningsområde. Sjön har en area på 0,669 kvadratkilometer och ligger 177 meter över havet. Sjön avvattnas av vattendraget Uggelforsån.

## Delavrinningsområde
Nedre Skärsjön ingår i det delavrinningsområde (663138-148756) som SMHI kallar för Mynnar i Nedre Vättern. Medelhöjden är 149 meter över havet och ytan är 22,97 kvadratkilometer. Det finns ett avrinningsområde uppströms, och räknas det in blir den ackumulerade arean 31,73 kvadratkilometer. Uggelforsån som avvattnar avrinningsområdet har biflödesordning 4, vilket innebär att vattnet flödar genom totalt 4 vattendrag innan det når havet efter 194 kilometer. Avrinningsområdet består mestadels av skog (76 procent). Avrinningsområdet har 1,16 kvadratkilometer vattenytor vilket ger det en sjöprocent på 5 procent.